# Kariatida

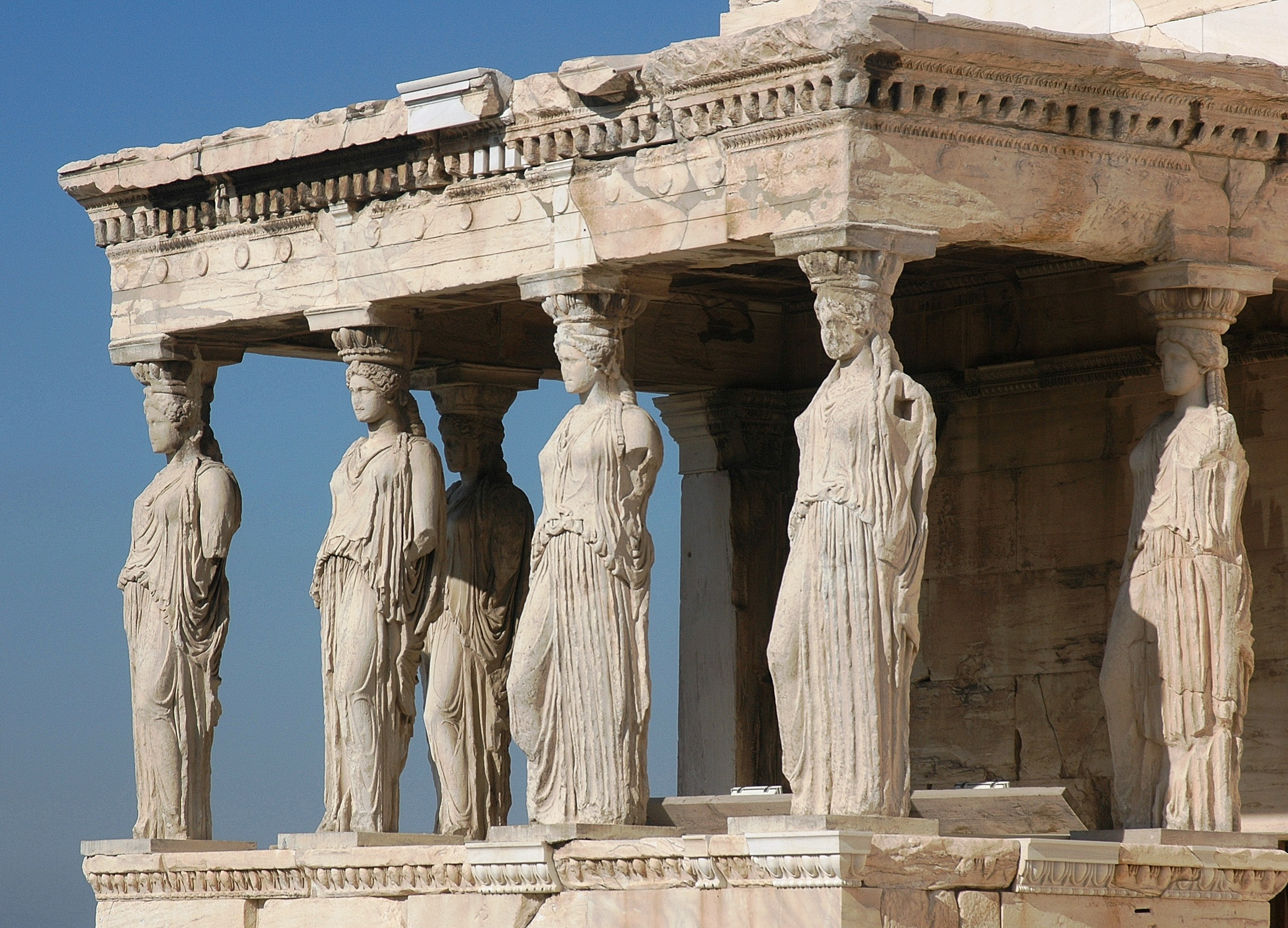
Az athéni kariatidák

A kariatida (karyatida) oszlop helyett alkalmazott nőalak, erkély- vagy párkányhordozó az ókori görög építészetben. Az ókorban leginkább az ión oszlop helyettesítette, legszebb antik példája az athéni Erekhtheion oszlopcsarnoka.
Előzménye a kanaphoré, ami fején kosarat vagy vázát tartó női alak ábrázolása az ókori görög szobrászatban.

## Lásd még
- Atlasz